# 岐阜県道222号成戸平田線
岐阜県道222号成戸平田線（ぎふけんどう222ごう なりとひらたせん）は、岐阜県海津市海津町成戸から同市平田町に至る一般県道である。

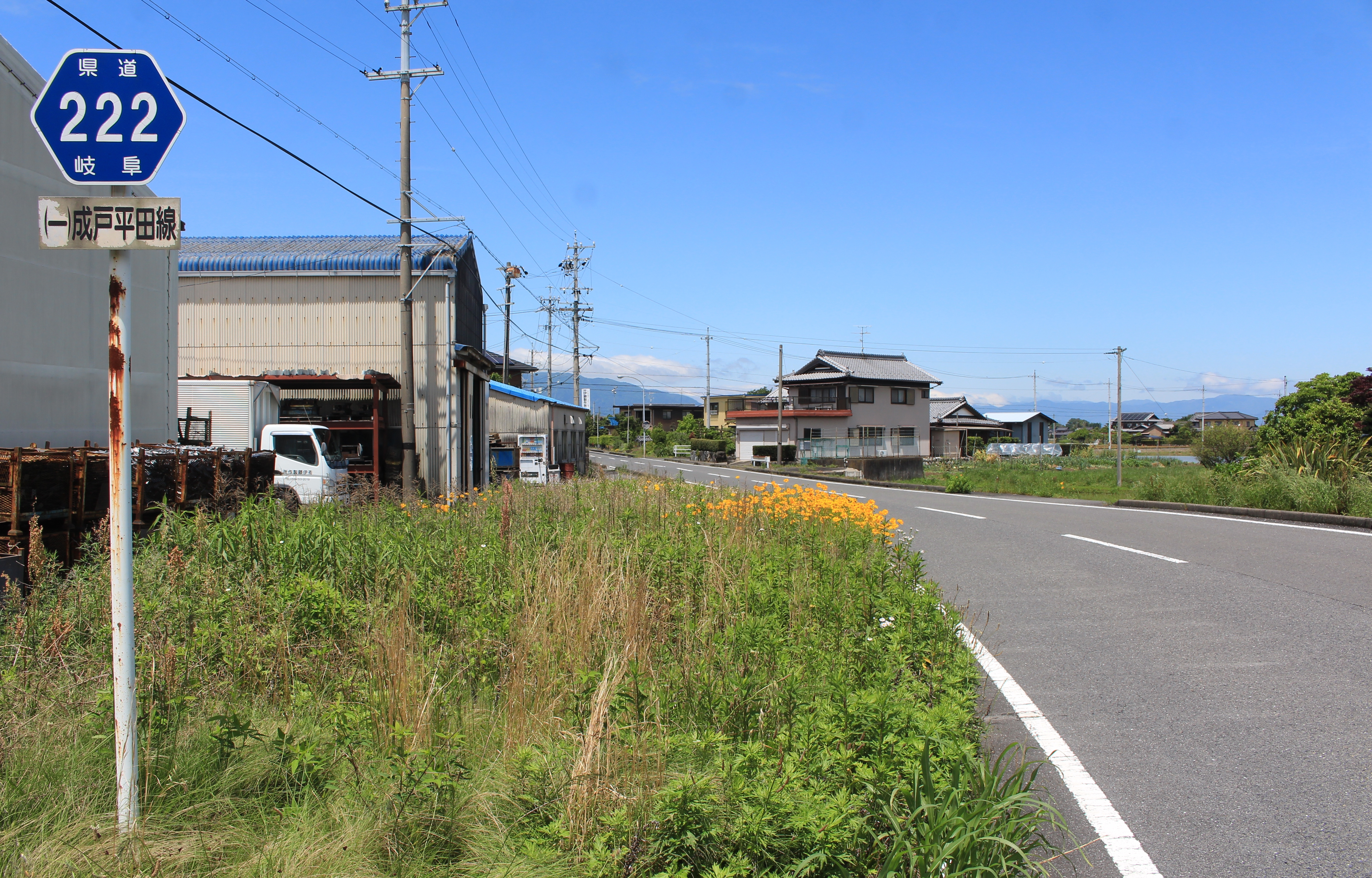
岐阜県道222号成戸平田線、海津市海津町成戸の起点付近にて

## 概要
東海大橋と平田町今尾地区やお千代保稲荷を短絡する道である。

### 路線データ
岐阜県法規集に基づく起終点および経過地は次のとおり
- 起点：海津市海津町成戸（海津市海津町成戸＝岐阜県道23号北方多度線交点）
- 終点：海津市平田町（海津市平田町高田＝岐阜県道219号安八平田線交点）
- 重要な経過地：なし

## 地理

### 通過する自治体
- 岐阜県
海津市

### 交差する道路
- 岐阜県道23号北方多度線（海津市）
- 岐阜県道1号岐阜南濃線（海津市）
- 岐阜県道213号養老平田線（海津市）
- 岐阜県道219号安八平田線（海津市）

### 沿線
- お千代保稲荷